# Nihon hyaku meizan
Il Nihon hyaku meizan (日本百名山? lett. "Cento montagne famose del Giappone") è un libro del 1964 che raccoglie una lista di 100 montagne giapponesi, compilata dall'alpinista e scrittore Kyūya Fukada. Questa lista si basa sulla bellezza della montagna e dei paesaggi ma anche sull'altezza delle stesse. Il successo del libro ha contribuito alla diffusione dell'escursionismo in Giappone negli anni ottanta.

## Storia
In Giappone, la creazione di liste di montagne celebri risale all'epoca Edo, tra il XVII e XIX secolo: già il pittore e poeta Tani Bunchō compilò una lista di 90 montagne notevoli, che comprendeva però anche cime assai basse. Kyūya Fukada scelse le montagne per la loro bellezza e fama, escludendo tutte quelle al di sotto dei 1500 metri di altitudine, ad esclusione del monte Tsukuba.
Il libro fu un successo letterario, apprezzato tra l'altro dal principe ereditario Naruhito. Ad imitazione dell'opera di Fukada nacquero successivamente altre liste, che si rifanno a quella originaria variando il numero delle montagne incluse o le caratteristiche che le rendono interessanti.

## Lista per regioni

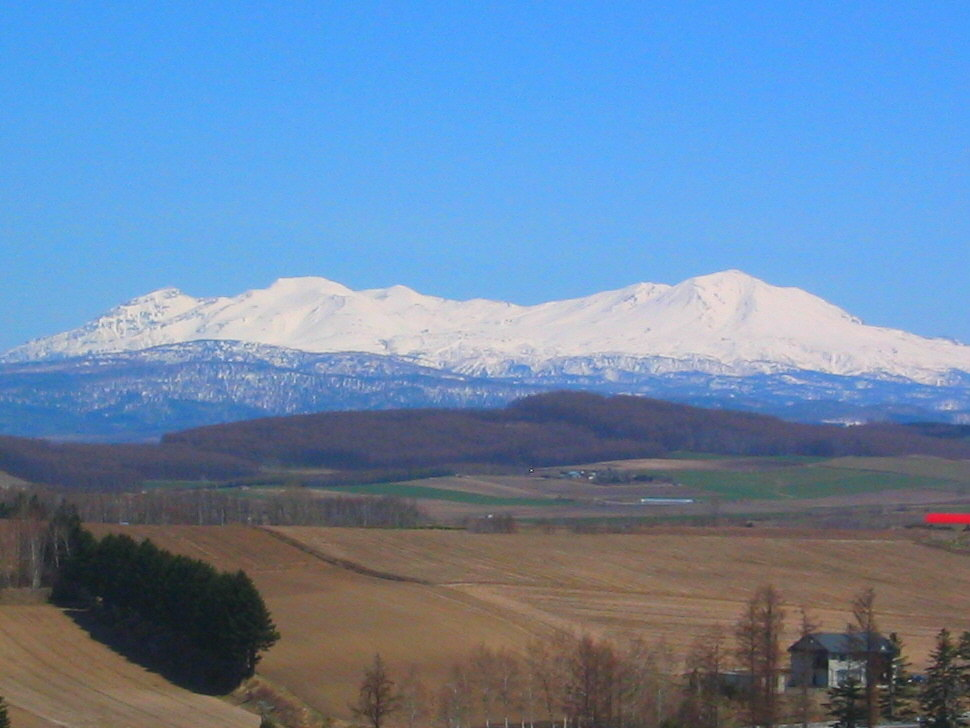
Il massiccio vulcanico del Daisetsuzan.

## Lista per regioni[1]

### Hokkaidō
- Akan (阿寒岳)
- Daisetsu-zankei (大雪山)
- Monte Poroshiri (幌尻岳)
- Monte Rausu (羅臼岳)
- Monte Rishiri (利尻岳)
- Monte Shari (斜里岳)
- Monte Tokachi (十勝岳)
- Monte Tomuraushi (トムラウシ山)
- Monte Yōtei (羊蹄山)

### Regione di Tōhoku

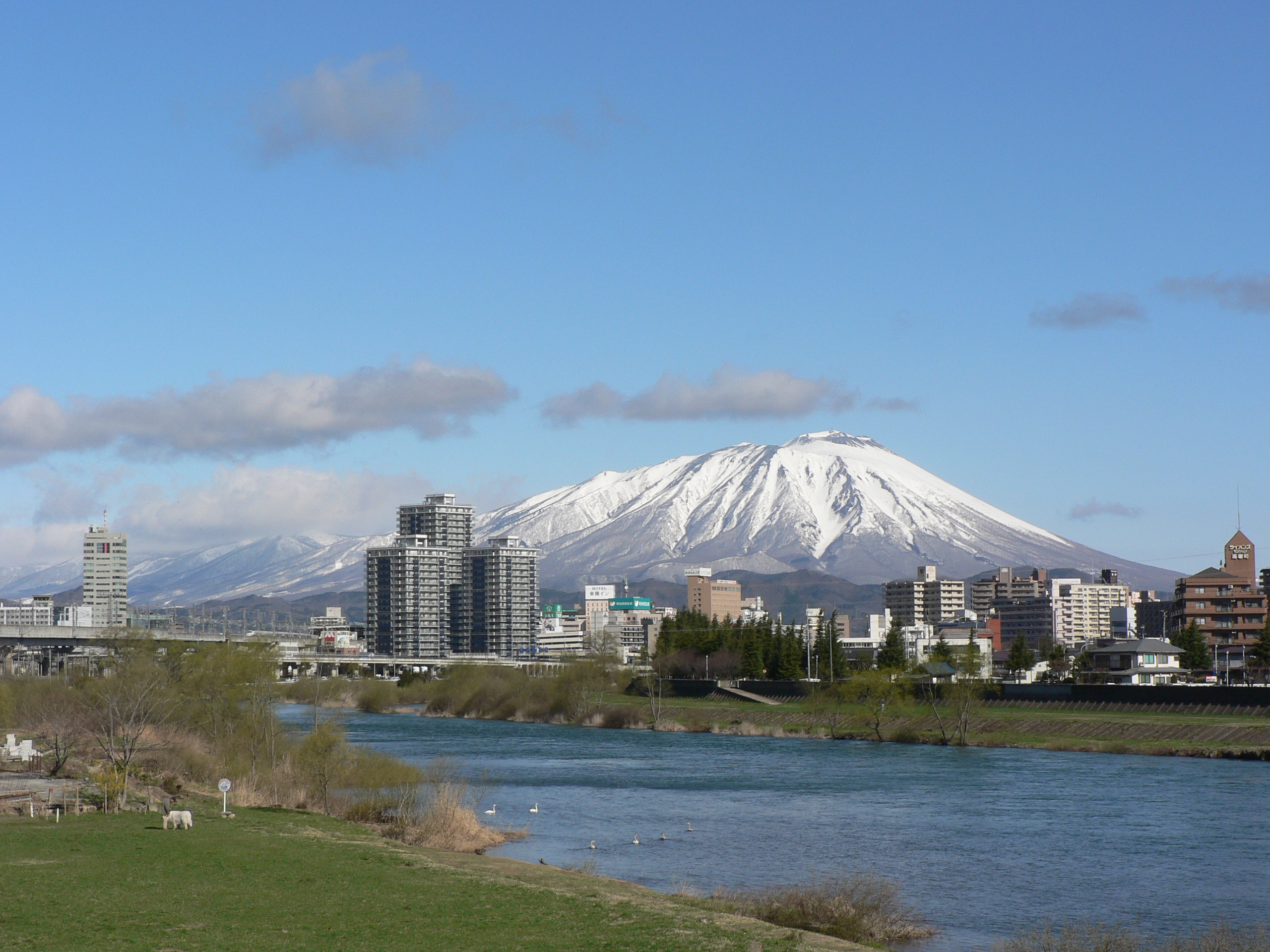
Il monte Iwate.

- Monte Adatara (安達太良山)
- Monte Aizu-Komagatake (会津駒ヶ岳)
- Monte Asahi (朝日岳)
- Monte Azuma (吾妻山)
- Monte Bandai (磐梯山)
- Monte Chokai (鳥海山)
- Monte Gassan (月山)
- Monte Hachimantai (八幡平)
- Monti Hakkōda (八甲田山)
- Monte Hayachine (早池峰山)
- Monte Hiuchigatake (燧ヶ岳)
- Monte Iide (飯豊山)
- Monte Iwaki (岩木山)
- Monte Iwate (岩手山)
- Monte Zaō (蔵王山)

### Regione di Kantō

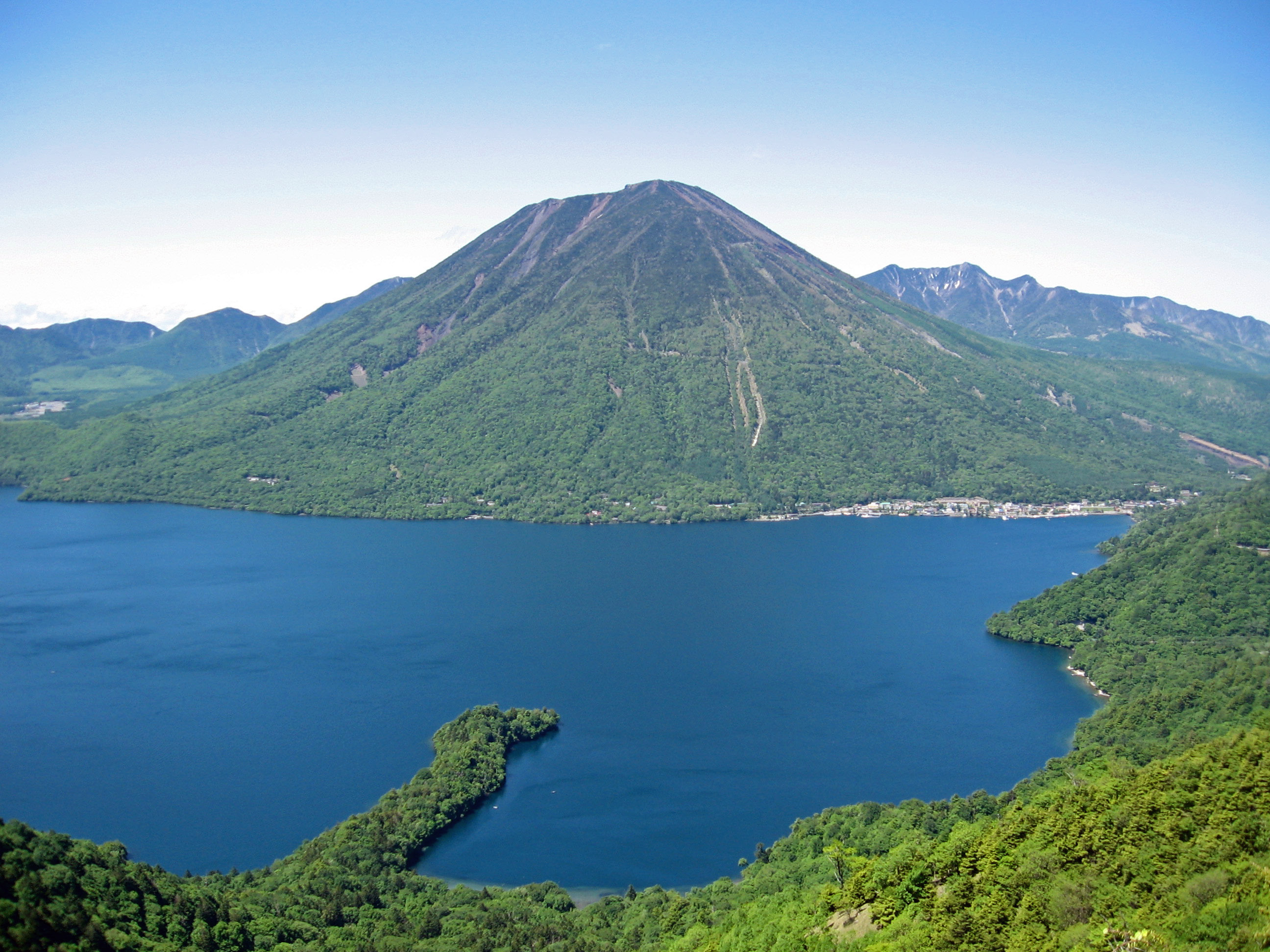
Il monte Nantai.

- Monte Akagi (赤城山)
- Monte Asama (浅間山)
- Monte Azumaya (四阿山)
- Monte Hiragatake (平ヶ岳)
- Monte Kumotori (雲取山)
- Monte Kusatsu-Shirane (草津白根山)
- Monte Nantai (男体山)
- Monte Nasu (那須岳)
- Monte Nikkō-Shirane (日光白根山)
- Monte Ryōkami (両神山)
- Monte Shibutsu (至仏山)
- Monte Sukai (皇海山)
- Monte Tanigawa (谷川岳)
- Monte Tanzawa (丹沢山)
- Monte Tsukuba (筑波山)

### Regione di Chūbu

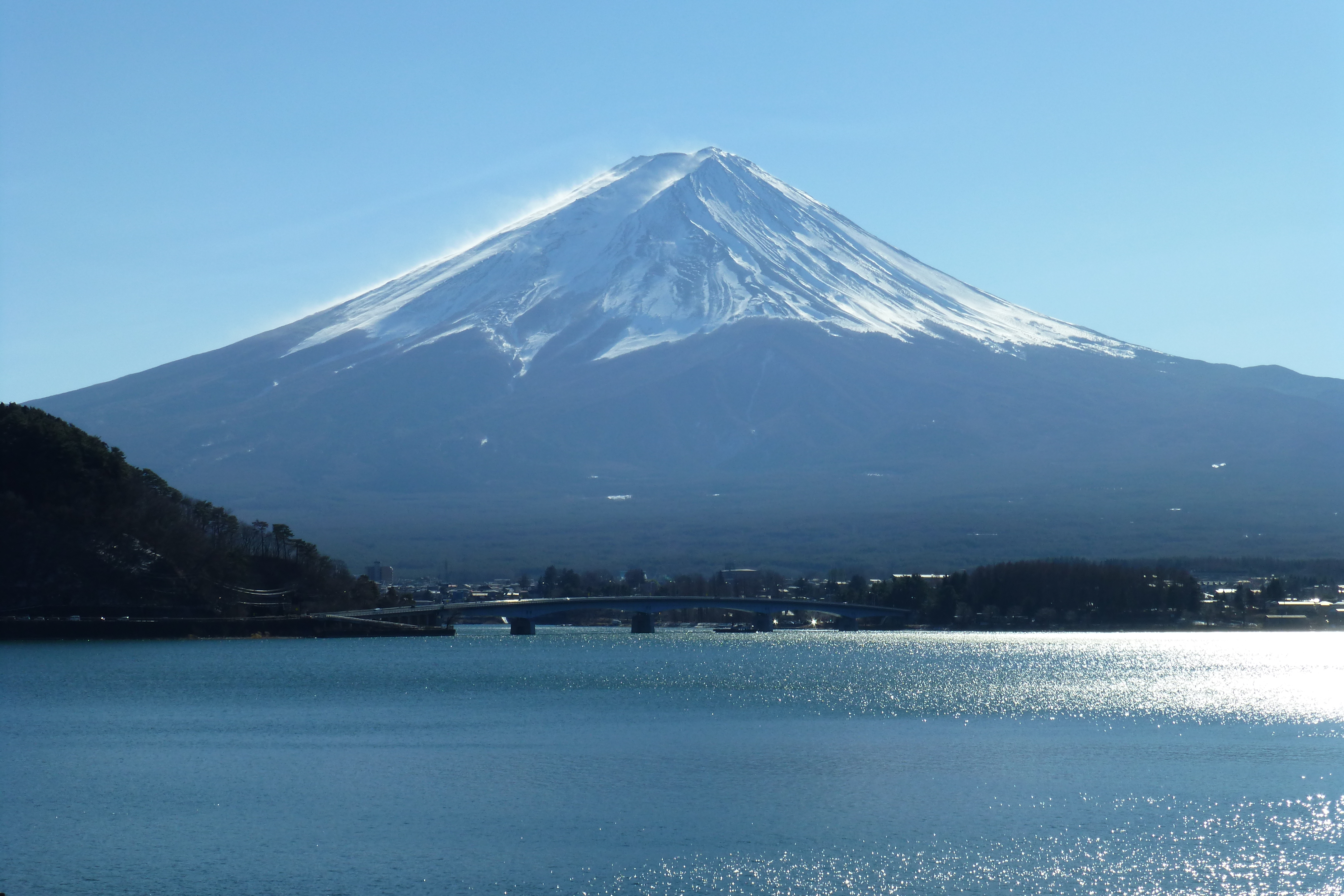
Il monte Fuji ed il lago Kawaguchi.

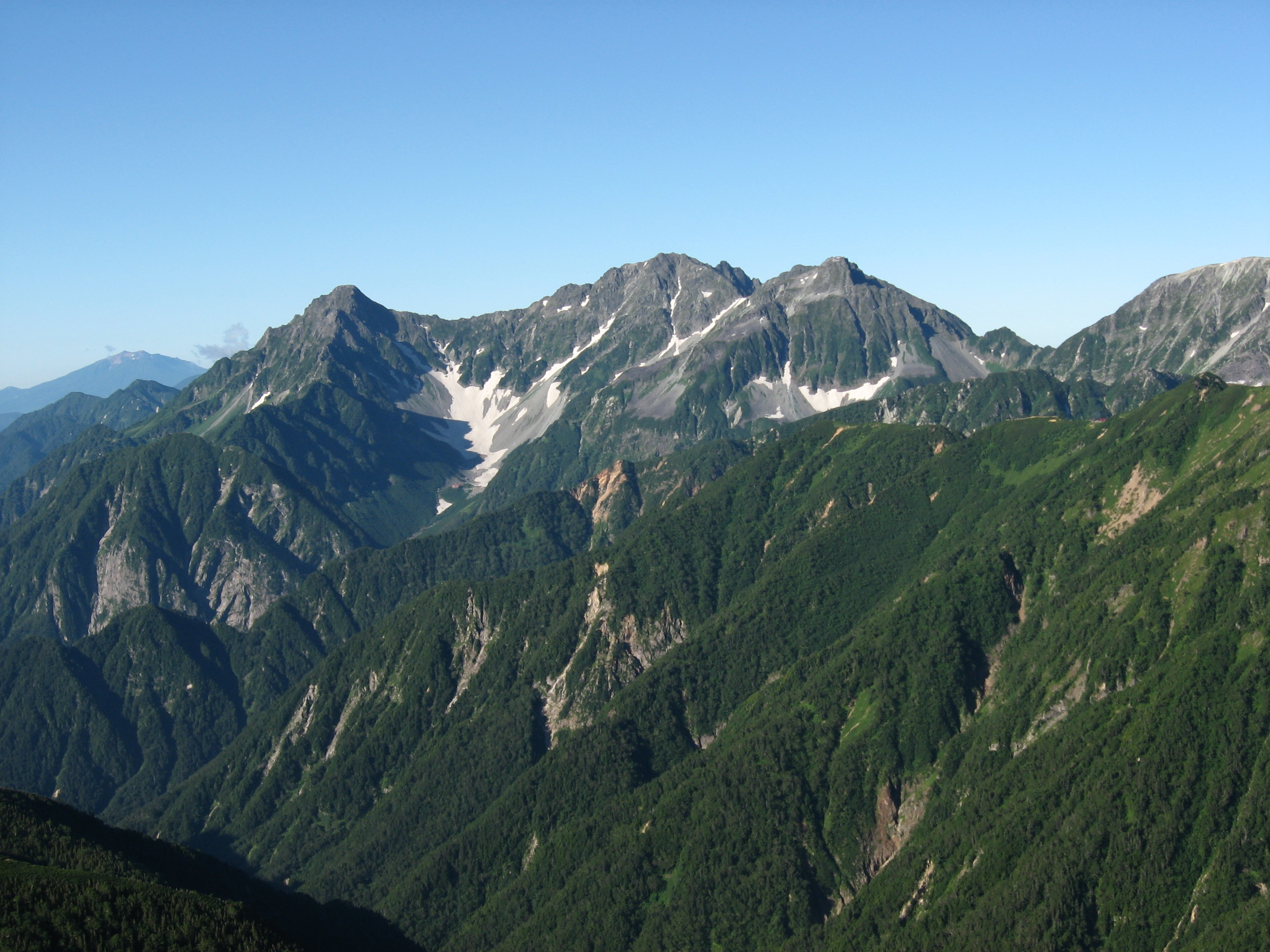
Il monte Hotaka.

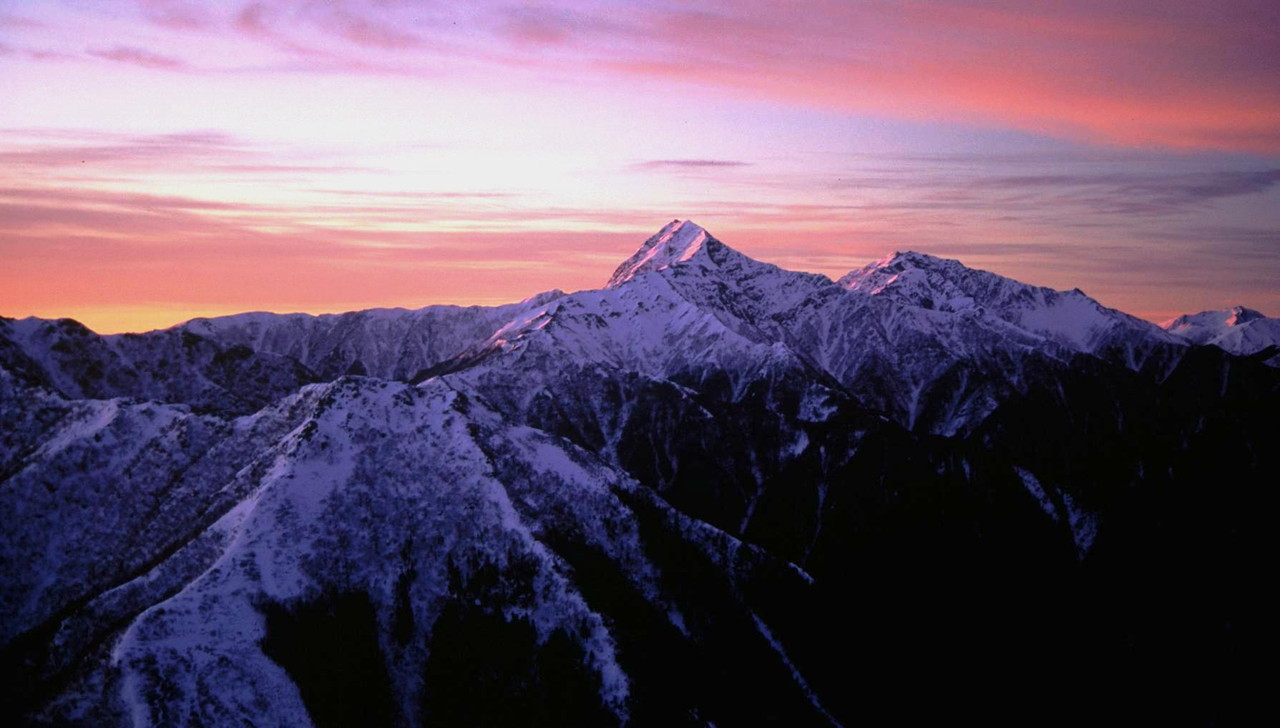
Il monte Kita.

- Monte Aino (間ノ岳)
- Monti Akaishi (赤石岳)
- Monte Amagi (天城山)
- Monte Amakazari (雨飾山)
- Monte Daibosatsu (大菩薩岳)
- Monte Ena (恵那山)
- Monte Fuji (富士山)
- Monte Goryū (五竜岳)
- Monte Haku (白山)
- Monte Hijiri (聖岳)
- Monte Hiuchi (火打山)
- Monte Hōō (鳳凰山)
- Monte Hotaka (穂高岳)
- Monte Jōnen (常念岳)
- Monte Kaikoma (甲斐駒ヶ岳)
- Monte Kasa (笠ヶ岳)
- Monte Kashima Yarigatake (鹿島槍ヶ岳)
- Monte Kinpu (金峰山)
- Monte Kirigamine (霧ヶ峰)
- Monte Kisokoma (木曾駒ヶ岳)
- Monte Kita (北岳)
- Monte Kobushi (甲武信ヶ岳)
- Monte Kuro (黒岳)
- Monte Kurobe-Gorō (黒部五郎岳)
- Monte Makihata (巻機山)
- Monte Mizugaki (瑞牆山)
- Monte Myōkō (妙高山)
- Monte Naeba (苗場山)
- Monte Norikura (乗鞍岳)
- Monte Ontake (御嶽山)
- Monte Senjō (仙丈ヶ岳)
- Monte Shiomi (塩見岳)
- Monte Shirouma (白馬岳)
- Monte Takatsuma (高妻山)
- Monte Tateshina (蓼科山)
- Monte Tate (立山)
- Monte Tekari (光岳)
- Monte Tsurugi (剣岳)
- Monte Echigo-Komagatake (魚沼駒ヶ岳)
- Monte Utsugi (空木岳)
- Monte Warusawa (悪沢岳)
- Monte Washiba (鷲羽岳)
- Monte Yake (焼岳)
- Monte Yakushi (薬師岳)
- Monte Yari (槍ヶ岳)
- Yatsugatake (八ヶ岳)
- Utsukushigahara (美ヶ原)

### Giappone occidentale

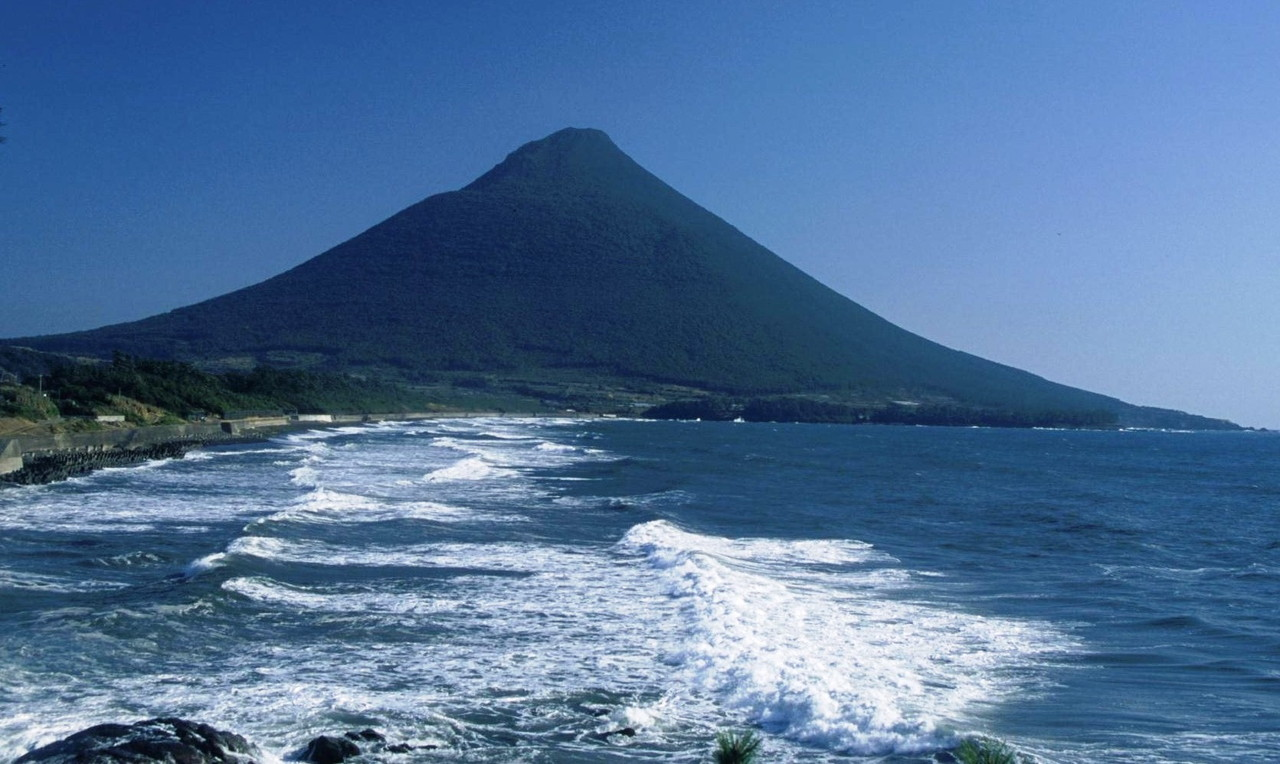
Il monte Kaimon.

- Monte Arashima (荒島岳)
- Monte Aso (阿蘇山)
- Daisen (大山)
- Monte Ibuki (伊吹山)
- Monte Ishizuchi (石鎚山)
- Monte Kaimon (開聞岳)
- Monti Kirishima (霧島山)
- Monti Kujū (九重山) ou Kokonoe
- Monte Miya-no-ura (宮之浦岳)
- Monte Ōdaigahara (大台ヶ原山)
- Monte Ōmine (大峰山)
- Monte Sobo (祖母山)
- Monte Tsurugi (剣山)